# Enosis Neon Parekklisia Football Club
O Enosis Neon Parekklisia Football Club é um clube de futebol cipriota de Parekklisia, Chipre. A equipe compete no Campeonato Cipriota de Futebol .

## História
O clube foi fundado em 2006.